# فازموفوبیا (بازی ویدئویی)
فازموفوبیا (به انگلیسی: Phasmophobia) بازی ویدئویی ترسناک تحقیقاتی است که توسط استودیوی مستقل بریتانیایی کینتیک گیمز توسعه یافته و منتشر شده‌است. این بازی در درجهٔ نخست بر پایهٔ سرگرمی محبوب شکار روح است. بازی به شکل دسترسی زودهنگام از طریق استیم برای ویندوز منتشر شد و در سپتامبر ۲۰۲۰ برای واقعیت مجازی نیز منتشر شد. این بازی در ماه بعد محبوبیت زیادی دریافت کرد زیرا به مناسبت هالووین، استریمرهای توییچ و یوتیوبرهای شناخته‌شده‌ای آن را بازی کردند. در تاریخ ۱۵ اکتبر ۲۰۲۰، فازموفوبیا ششمین بازی پرطرفدار در توییچ بود. این بازی از اکتبر تا نوامبر ۲۰۲۰ برای چند هفته در سراسر جهان پرفروش‌ترین بازی بود و از آن زمان پرطرفدارترین بازی شکار روح بوده‌است.

## گیم پلی
فازموفوبیا یک بازی ترسناک تحقیقاتی و ترس و بقا است که از یک دید اول شخص بازی می‌شود. بازیکن یا به تنهایی یا با گروهی که حداکثر سه نفر دیگر می‌توانند در آن باشند یک قرارداد انجام می‌دهد که در آن باید در منطقهٔ مورد نظر، گونهٔ روحی که آن منطقه را تسخیر کرده را تشخیص دهند. بازیکنان می‌توانند از طریق ویس چت با یکدیگر ارتباط برقرار کنند، چه در نزدیک همدیگر و چه دور از هم با استفاده از واکی تاکی. فازموفوبیا بازشناسی گفتار دارد که اجازه می‌دهد تکه‌های ابزار خاص و حتی روح صدای بازیکن را بشوند و کلیدواژه‌ها و عبارت‌ها را بفهمند. کامل کردن اهداف و جمع کردن مدرک به بازیکنان مقداری پول می‌دهد. هرچقدر اهداف بیشتری کامل شوند، بازیکن می‌تواند نقشه‌ها و درجه سختی‌های نو و پول بیشتری به دست آورد.
بازیکنان یک لابی ایجاد می‌کنند یا به آن ملحق می‌شوند که در آن آماده‌سازی برای قراردادها انجام می‌شود. فازموفوبیا به بازیکنان این امکان را می‌دهد که ظاهر خود را با انتخاب بین هشت محقق فراطبیعی مختلف برای تمایز بین اعضای گروه شخصی‌سازی کنند. در یک تخته سفید در لابی، مکان قرارداد و درجه سختی انتخاب می‌شود. تمام تجهیزات از این تخته خریداری شده و برای بارگیری در وان انتخاب می‌شوند که گروه پس از رسیدن به مکان تسخیرشده از آن تجهیزات استفاده خواهد کرد.

### تجهیزات
تجهیزات ابتدایی شامل جعبهٔ روح، کتاب نوشته‌های روح، دوربین عکاسی، پرتوافکن دی.او.تی. اس، ای‌ام‌اف خوان، دوربین فیلم‌برداری، چراغ‌قوه فرابنفش و چراغ‌قوهٔ عادی است. تجهیزات افزودنی را نیز می‌توان خریداری کرد تا اهداف فرعی را کامل کرد. یک دارایی نفرین‌شده نیز می‌تواند در مکان ظاهر شود و می‌توان با آن با روح حرف زد.
بازیکنان باید از تجهیزات مختلف برای شناسایی سه مدرک منحصر برای نوع روحی که با آن سر و کار دارند و اغلب برای تکمیل اهداف اختیاری نیز استفاده کنند.

### گونه‌های روح
فهرست زیر از روح‌های بازی است.
بنشی، دیمن، دیوجن، گوریو، هانتو، جن، میر، موروی، مایلینگ، اباکه، اونی، اونریو، شبح، روح خبیث، رایجو، شید، روح (Spirit)، ثایه، میمیک، دوقلوها، روح (Wraith)، یوکای و یوره‌ئی.

## توسعه و انتشار

### انتشار
این بازی نخستین بار در ۶ مارس ۲۰۲۰، زمانی که صفحهٔ آن در استیم گشوده شد دیده شد. یک تریلر معرفی نیز سه ماه بعد که قابلیت واقعیت مجازی معرفی شد منتشر شد. در ۱۸ سپتامبر ۲۰۲۰، بازی به شکل دسترسی زودهنگام به بهای ۱۴ دلار منتشر شد. پس از انتشار، بازی دو بروزرسانی دریافت کرد و باگ‌های بازی درست شدند.

### محبوبیت
اگرچه این بازی برای نخستین بار در میانه سپتامبر منتشر شد، بازی محبوبیت خود در استیم را در آغاز ماه اکتبر و هالووین به دست آورد. این گونه، بازی ترند شد و توسط یوتیوبرها و استریمرهای سرشناس توییچ بازی شد، مانند اکس‌کیوسی، جک سپتیک آی و مارکیپلایر. این احتمالاً به دلیل دسترسی زودهنگام بازی در نزدیکی آغاز فصل هالووین است و از لحاظ محبوبیت به منبع الهام خود، پی. تی. مشابه است. محبوبیت بازی نیز می‌تواند به دلیل موج دوم دنیاگیری کووید-۱۹ باشد که باعث شد مردم زیادی در خانه بمانند. با هجوم بازیکنان به دلیل بازی کردن استریمرهای محبوب، هکرها در هفته‌های پس از انتشار بازی زیاد شدند و تلاش می‌کردند با پرش ترسناک بازیکنان را بترسانند یا مقدار بی‌نهایتی تجهیزات درست کنند. کمی بعد توسعه‌دهندگان کار خود را بر بروزرسانی‌ها برای حل کردن مشکل آغاز کردند.
در توییچ، بازی به‌طور تصاعدی رشد کرد و حتی در میانهٔ اکتبر، بازی به ۵ بازی پربازدید رسید و از بازی‌هایی مانند امانگ آس، فورتنایت بتل رویال، فیفا ۲۱ و گنشین ایمپکت پیشی گرفت. بنا به گیت‌هایپ، در تاریخ ۱۰ اکتبر بازی ۸۶٬۰۰۰ بازیکن فعال داشت. بازی در استیم نیز پرفروش شد و تا پایان ۱۸ اکتبر ۲۰۲۰، پرفروش‌ترین بازی آن هفته بود حتی از فال گایز و پیش‌خریدهای سایبرپانک ۲۰۷۷ پیشی گرفت. برای سه هفته پشت هم، فازموفوبیا، پرفروش‌ترین بازی استیم بود.

## پذیرش
| ناشر          | امتیاز   |
| ------------- | -------- |
| Jeuxvideo.com | ۱۶ از ۲۰ |

فازموفوبیا نقدهای مثبتی از سوی منتقدان دریافت کرده‌است. ریچ استنتون از پی‌سی گیمر آن را «بهترین بازی روحی ساخته شده» خواند و گفت «این بازی شبیه هیچ چیزی نیست که من بازی کرده باشم» و «چیزهایی می‌آورد که شما را می‌ترساند». کس مارشال، از پولیگان بازبینی مثبت داد و گفتک «بازی گونه‌ای ترس نرم دارد که زمانی که دست شما می‌آید، بسیار برجسته است.» سی‌بی‌آر این بازی را به عنوان «یک بازی بی‌نقص برای فصل هالووین» توصیف کرد و آن را برای پرش‌های ترسناک خاص بازی و طراحی صدا ستود. این بازی به بسیاری از بازی‌های دیگر با این خو و سرشت، مانند مرگ سحری تشبیه شده‌است.

### جوایز
| جایزه            | روز            | رده                   | نتیجه    | م.     |
| ---------------- | -------------- | --------------------- | -------- | ------ |
| جوایز بازی ۲۰۲۰  | ۱۰ دسامبر ۲۰۲۰ | بهترین بازی نخست      | برنده    | [ ۲۸ ] |
| جوایز استیم ۲۰۲۰ | ۳ ژانویه ۲۰۲۱  | بازی واقعیت مجازی سال | نامزدشده | [ ۲۹ ] |